# Strand-Erdeule
Die Strand-Erdeule (Agrotis ripae) ist ein Schmetterling (Nachtfalter) aus der Familie der Eulenfalter (Noctuidae).

## Merkmale

### Falter
Die Flügelspannweite der Falter beträgt 32 bis 45 Millimeter. Die Vorderflügelfarbe variiert von fast weiß über gelbweiß bis hellgrau oder hellbraun. Am Costalrand befinden sich schmale dunkle Flecke oder Streifen. Die Ringmakel sind klein und meist ebenso dunkel gefüllt wie die größeren Nierenmakel. Schwarzbraun gefärbt heben sich die Zapfenmakel ab. Auffallend stark gezackt zeigt sich die bräunliche äußere Querlinie. Am Saum sind viele kleine dunkelbraune Punkte erkennbar. Besonders weißlich aufgehellte Exemplare werden als f. weissenbornii Frr. bezeichnet.  Die Hinterflügel sind bei den Männchen nahezu weiß, bei den Weibchen eher grau.

### Ei, Raupe, Puppe
Das Ei hat eine apfelähnliche Form, eine netzartige Oberfläche und anfangs eine weißgelbe, später rötlichbraune Färbung. Die Raupen sind von bräunlicher, gelblicher oder grünlicher Farbe und besitzen drei undeutliche, doppelte, dunkle Rückenlinien zwischen denen schwarze Punkte erkennbar sind sowie helle Seitenstreifen, die nach oben von einer Reihe ebenfalls schwarzer Punkte begrenzt werden. Die hellbraune Puppe hat zwei Spitzen am stumpfen Kremaster.

### Ähnliche Arten
Die Art ähnelt der überwiegend in Südwestrussland vorkommenden Agrotis desertorum (Boisduval, 1840), bei der jedoch eine stärkere Ausprägung der Grautöne überwiegt, deren Querlinien markanter hervortreten, die mehr Punkte auf den Vorderflügeln aufweist und deren Hinterflügel bei beiden Geschlechtern stets weiß sind.

## Geographische Verbreitung und Lebensraum
Hauptverbreitungsgebiet der Strand-Erdeule sind die europäische Atlantikküste sowie weite Teile der Nord- und Ostseeküsten und einige Steppen- und Wüstengebiete Asiens. Auch von der Balkanhalbinsel gibt es Nachweise. Außer in Dünengebieten kommt sie im Binnenland auf salzigen Sandböden vor.

## Lebensweise
Die Falter sind überwiegend nachtaktiv, fliegen in der Mehrzahl von Juni bis Juli, besuchen gelegentlich die Blüten von Strandhafer (Ammophila), aber auch angelegte Köder sowie künstliche Lichtquellen. Die Raupen leben ab August und ernähren sich bevorzugt von verschiedenen Strandpflanzen, wie beispielsweise
- Strand-Melde (Atriplex littoralis)
- Ufer-Ampfer (Rumex maritimus)
- Kali-Salzkraut (Salsola kali)
- Meersenf (Cakile maritima)
- Salzmiere (Honckenya peploides)

und überwintern erwachsen tief eingegraben in einer Erdhöhle. Die Raupen fressen meist nachts und verstecken sich tagsüber im lockeren Sand. Sie verpuppen sich überwiegend im Mai.

## Gefährdung
Die Strand-Erdeule kommt in Deutschland – wie auch der Name vermuten lässt – überwiegend in Strand- bzw. Küstengebieten in unterschiedlicher Anzahl vor und wird auf der Roten Liste gefährdeter Arten in Kategorie 2 (stark gefährdet) eingestuft.